# Bandera de Sant Feliu de Pallerols
La bandera oficial de Sant Feliu de Pallerols té la descripció següent:
Bandera apaïsada, de proporcions dos d'alt per tres de llarg, bicolor horitzontal blau clar, amb tres estrelles de sis puntes blanques d'alçària 5/18 de la del drap, posades a 1/9 de la vora superior, les dels costats a 1/9 de la central i de les vores de l'asta i del vol; i groc, amb quatre faixes vermelles.

## Història
Fou aprovada el 13 de gener del 2006 pel ple de l'ajuntament de Sant Feliu de Pallerols i publicada al DOGC núm. 4606 el 3 d'abril del mateix any.
És la transpoció al drap de l'escut de la localitat.